# Saint-Illiers-le-Bois
Saint-Illiers-le-Bois és un municipi francès, situat al departament d'Yvelines i a la regió d'Illa de França. L'any 2007 tenia 443 habitants.
Forma part del cantó de Bonnières-sur-Seine, del districte de Mantes-la-Jolie i de la Comunitat de comunes Les Portes de l'Île-de-France.

## Demografia

### Població
El 2007 la població de fet de Saint-Illiers-le-Bois era de 443 persones. Hi havia 140 famílies, de les quals 24 eren unipersonals (16 homes vivint sols i 8 dones vivint soles), 32 parelles sense fills, 80 parelles amb fills i 4 famílies monoparentals amb fills.
La població ha evolucionat segons el següent gràfic:
Habitants censats

### Habitatges
El 2007 hi havia 182 habitatges, 152 eren l'habitatge principal de la família, 23 eren segones residències i 7 estaven desocupats. 171 eren cases i 7 eren apartaments. Dels 152 habitatges principals, 127 estaven ocupats pels seus propietaris, 15 estaven llogats i ocupats pels llogaters i 10 estaven cedits a títol gratuït; 3 tenien una cambra, 7 en tenien dues, 12 en tenien tres, 39 en tenien quatre i 90 en tenien cinc o més. 121 habitatges disposaven pel capbaix d'una plaça de pàrquing. A 52 habitatges hi havia un automòbil i a 91 n'hi havia dos o més.

### Piràmide de població
La piràmide de població per edats i sexe el 2009 era:
| Homes | Edats   | Dones |
| ----- | ------- | ----- |
| 0     | 95 o +  | 0     |
| 0     | 90 a 94 | 0     |
| 0     | 85 a 89 | 0     |
| 0     | 80 a 84 | 4     |
| 0     | 75 a 79 | 0     |
| 0     | 70 a 74 | 8     |
| 12    | 65 a 69 | 0     |
| 16    | 60 a 64 | 12    |
| 8     | 55 a 59 | 12    |
| 4     | 50 a 54 | 12    |
| 20    | 45 a 49 | 20    |
| 16    | 40 a 44 | 16    |
| 24    | 35 a 39 | 12    |
| 20    | 30 a 34 | 24    |
| 16    | 25 a 29 | 16    |
| 8     | 20 a 24 | 4     |
| 20    | 15 a 19 | 8     |
| 16    | 10 a 14 | 4     |
| 16    | 5 a 9   | 20    |
| 24    | 0 a 4   | 16    |

## Economia
El 2007 la població en edat de treballar era de 289 persones, 232 eren actives i 57 eren inactives. De les 232 persones actives 217 estaven ocupades (119 homes i 98 dones) i 15 estaven aturades (5 homes i 10 dones). De les 57 persones inactives 8 estaven jubilades, 23 estaven estudiant i 26 estaven classificades com a «altres inactius».

### Ingressos
El 2009 a Saint-Illiers-le-Bois hi havia 150 unitats fiscals que integraven 429 persones, la mediana anual d'ingressos fiscals per persona era de 25.310 €.

### Activitats econòmiques
Dels 9 establiments que hi havia el 2007, 2 eren d'empreses de fabricació de material elèctric, 1 d'una empresa de fabricació d'altres productes industrials, 3 d'empreses de construcció, 1 d'una empresa d'hostatgeria i restauració, 1 d'una empresa immobiliària i 1 d'una empresa de serveis.
Dels 5 establiments de servei als particulars que hi havia el 2009, 1 era un guixaire pintor, 1 fusteria, 1 lampisteria, 1 restaurant i 1 agència immobiliària.
L'any 2000 a Saint-Illiers-le-Bois hi havia 3 explotacions agrícoles.

## Equipaments sanitaris i escolars
El 2009 hi havia una escola elemental.

## Poblacions més properes
El següent diagrama mostra les poblacions més properes.